# Trojka (RTVS)
Trojka – trzeci program słowackiej telewizji publicznej, wystartował 22 grudnia 2019 roku o godz. 06:00, a ponownie 10 czerwca 2022 roku o godz. 06:00. Kanał skupiał się głównie na programach dokumentalnych, kulturze i programach typu „retro”. Kanał emitował archiwalne programy Czechosłowackiej Telewizji, jak i dawnej Słowackiej Telewizji.

## Historia
28 lutego 2022 roku o godz. 6:00 Trojka została zastąpiona przez nowy informacyjny kanał RTVS 24 w związku z wojną na Ukrainie. Pierwotnie zmiana miała być tymczasowa, jednak zdecydowano, że RTVS 24 pozostanie na stałe, a Trojka powróci już jako nowy kanał.
2 czerwca 2022 roku RTVS ogłosił powrót Trojki 10 czerwca jako nowy kanał. 7 czerwca uruchomiono emisję testową, podczas której emitowane były emitowane zapowiedzi pozycji programowych w pętli, aż do oficjalnego startu 10 czerwca o godz 6:00. Kontynuowany był pierwotny format kanału, sprzed zmiany w RTVS 24.
Kanał zamknięto ponownie w listopadzie 2022 roku.

## Emisja
Kanał był dostępny w rozdzielczości SD i HD (wraz z Jednotką i Dvojką) i nadawany 18 godziny na dobę, 7 dni w tygodniu. Był dostępny w słowackim DVB-T, platformach satelitarnych i w internecie.